# Eider (base de données)
EIDER est une base de données régionales et départementales sur l'environnement, l'énergie, le transport, le logement et la construction, mise à disposition de tous, sur Internet, par le Ministère de l'Environnement, de l'Énergie et de la Mer en France. 
Elle est gérée par le Service de l'observation et des statistiques (SOeS) au sein du Commissariat général au développement durable.

## Contenus
En 2017, Eider propose trois services principaux (déclinés par région et département) : 
- une centaine de tableaux détaillés de données périodiquement enrichis et mis à jour ;
- plus de 5 000 séries longues de données (en 20 thématiques et 300 sous-thèmes) ;
- des "Portraits régionaux" (tableaux, de cartes et de graphiques et réparties en 14 thématiques).

## Droits d'usage
Sous réserve du respect des droits de propriété intellectuelle qui leur sont attachés (signalés dans les métadonnées), ces fichiers de données, ainsi que leurs métadonnées sont réutilisables par tous y compris « à d'autres fins que celles de la mission de service public pour les besoins de laquelle elles ont été élaborées ou sont détenues ». Ces informations ne doivent toutefois pas être altérées, leur sens ne doit pas être dénaturé et les sources et date de dernière mise à jour doivent être mentionnées (ex. :« "Source : Service "untel", données 2010" »).  
Le changement de format informatique et une adaptation des données et métadonnées pour les intégrer à d'autre système d'information ou pour les mettre à disposition sont autorisés, en veillant « à respecter scrupuleusement la qualité des données. Les utilisateurs sont mis particulièrement en garde contre toute interprétation, utilisation ou présentation des données à une échelle plus grande que celle indiquée dans les métadonnées. Il appartient aux utilisateurs de faire un usage des données conforme aux règlementations en vigueur et aux recommandations de la Commission nationale de l'informatique et des libertés (Cnil) lorsqu'elles ont un caractère nominatif ». 